# موش صحرایی اورال
 موش صحرایی اورال(نام علمی: Apodemus uralensis) نام یک گونه از تیره موشان است.